# Kekerten Island
Kekerten Island – niezamieszkana wyspa w zatoce Cumberland, w regionie Qikiqtaaluk, na terytorium Nunavut, w Kanadzie. 
W pobliżu Kekerten Island położone są wyspy: Akulagok Island, Tuapait Island, Kekertukdjuak Island, Miliakdjuin Island, Tesseralik Island, Beacon Island i Ugpitimik Island.
Na wyspie znajduje się Kekerten Territorial Park.